# Kampanowie
Kampanowie – starożytny lud oskijski, mówiący językiem indoeuropejskim, wywodzący się z Apeninów. W połowie V wieku p.n.e. opanowali Kampanię w wyniku pokojowej infiltracji i zbrojnego podboju, tworząc pod przewodnictwem Kapui Związek Kampanów. Od 343 roku p.n.e. w przymierzu z Rzymem, następnie zaanektowany (338) i po krótkim czasie niepodległości (215-211) rozwiązany przez Rzymian. W II wieku Kampanowie ulegli romanizacji.